# Rainer Schaper
Rainer Schaper (* 11. Januar 1950 in Hannover; † 7. März 2001 in Berlin) war ein deutscher Filmarchitekt, Szenenbildner am Theater, Ausstatter und Filmproduzent.

## Leben
Schaper hatte sich in der ersten Hälfte der 70er Jahre in Architektur, Kunst und Bühnenbild ausbilden lassen. Er schloss seine Studien mit dem Grad eines Diplomingenieurs ab. Anschließend sammelte er praktische Erfahrungen als Bühnenbildassistent am Hamburger Schauspielhaus sowie an Berlins Schillertheater und der Schaubühne.
Beim Film seit 1979 tätig, betreute Rainer Schaper sowohl deutsche als auch mit deutscher Beteiligung hergestellte, internationale Kinoproduktionen, darunter Ruy Guerras ambivalente Adaption von Gabriel García Márquez’ Die unglaubliche und traurige Geschichte von der einfältigen Eréndira und ihrer herzlosen Großmutter und die höchst erfolgreiche Bernd-Eichinger-Produktion Der Name der Rose, für die Schaper ein klösterlich-mittelalterliches Ambiente schuf.
Mitte der 90er Jahre beendete der auch für das Fernsehen aktive Schaper weitgehend seine Architektentätigkeit und übernahm, in Nachfolge Volker Schlöndorffs, die Geschäftsführung des Filmstudios Babelsberg. Schaper gelang es durch sein beträchtliches Engagement, bis kurz vor seinem Tod eine Reihe von nationalen wie internationalen Großproduktionen (darunter zuletzt Jean-Jacques Annauds Duell – Enemy at the Gates, das Furtwängler-Politdrama Taking Sides und Roman Polańskis Der Pianist) in das von ihm geleitete Studio zu holen, die in Babelsberg oder im Brandenburger Umland realisiert wurden.
Schaper verstarb völlig überraschend im Alter von nur 51 Jahren an einem Hirninfarkt.

## Filmografie (Auswahl)
als Szenenbildner beim Kino
- 1980: Fabian
- 1980: Malou
- 1980: Christiane F. – Wir Kinder vom Bahnhof Zoo
- 1981: White Star (UA: 1983)
- 1982: Der Mann auf der Mauer
- 1982: Bella Donna
- 1982: Die unglaubliche und traurige Geschichte von der unschuldigen Eréndira und ihrer herzlosen Großmutter
- 1983: Fluchtpunkt Berlin
- 1984: Flügel und Fesseln
- 1984: André schafft sie alle
- 1985: Drei gegen drei
- 1986: Der Name der Rose
- 1987: Der gläserne Himmel
- 1987: Die Verliebten
- 1988: La Amiga – Die Freundin (La amiga)
- 1988: Killing Blue
- 1988: Der Geschichtenerzähler
- 1991: Leise Schatten
- 1992: Der demokratische Terrorist (Den demokratiske terroristen)
- 1992: Der grüne Heinrich
- 1993: Frauen sind was Wunderbares (auch Filmrolle)
- 1994: Nich’ mit Leo
- 1996: Gespräch mit dem Biest
- 1999: Schlaraffenland
- 2001: Taking Sides – Der Fall Furtwängler (nur Produktionsleitung)
- 2001: Der Pianist (nur Produktionsleitung)